# Lillerød
Lillerød (de vegades anomenada Allerød) és una ciutat danesa, seu del municipi d'Allerød, a la regió d'Hovedstaden. La seva població l'1 de gener de 2021 era de 16.762 habitants.
Lillerød es troba a la part nord de l'illa de Zelanda, 27 km al nord-nord-oest (NNW) de Copenhaguen i 26 km al sud-oest (SO) des de Helsingør.

## Persones notables
- Aage Haugland (1944 – 2000 a Lillerød), baix d'òpera danès
- Jussi Adler-Olsen (nascut el 1950) escriptor de ficció policial, editor, editor i emprenedor; viu a Allerød
- Henrik Fisker (nascut el 1963 a Allerød) és un dissenyador i emprenedor d'automoció danesoamericà que viu a Los Angeles.
- Peter Reichhardt (nascut el 1967) és un actor i director de teatre danès, director del Mungo Park de 1998 a 2005[2]
- Kate Hall (nascuda el 1983) una cantant danesa-britànica, criada a Lillerød, que viu a Alemanya[3]
- Kaka, nom artístic de Rajabu Willer (nascut el 1991 a Allerød) un artista de reggae, dancehall i hip hop d'origen tanzà.

### Esportistes
- Martin Andersen (nascut el 1986), futbolista danès, 200 partits de clubs
- Andreas Christensen (nascut el 1996), futbolista danès del FC Barcelona.
- Rasmus Svane (nascut el 1997 a Allerød) és un Gran Mestre d'escacs alemany